# B in the Mix: The Remixes Vol. 2
Albums de Britney Spears
Femme Fatale
(2011) Britney Jean
(2013)
B in the Mix: The Remixes Vol. 2 est le second album de remixes de la chanteuse Britney Spears. Il est paru le 10 octobre 2011 en France. Le 9 septembre, Britney Spears dévoile la liste des titres et la pochette de l'album sur son Tumblr. Il comprend des remixes de chacun des albums Blackout, Circus et Femme Fatale ainsi qu'un remix de la chanson 3.

## Genèse
En novembre 2005, Britney Spears sort son premier album de remixes, B in the Mix: The Remixes. Durant les cinq années qui suivent, elle enregistre trois albums studio: Blackout (2007), Circus (2008) et Femme Fatale (2011). Le site en ligne Fragantica.com rapporte que le nouveau parfum de Britney Spears, Cosmic Radiance, pourrait « être attendu avoir le lancement de nouveaux remixes en août 2011 ». Le 2 septembre 2011, Sony Music Japan poste la pochette d'un nouvel album de remixes de Britney Spears. La couverture présente la chanteuse affichant un petit sourire narquois, ses cheveux dans le visage, derrière un papillon, vêtue d'un habit de soie. Amy Sciarretto de PopCrush, déclara que bien que la pochette ressemble à celle de B in the Mix, « c'est une photo peu flatteuse d'une star habituellement magnifique ». Le 9 septembre 2011, Britney Spears poste sur son Tumblr la pochette de B in the Mix: Vol. 2 ainsi que sa liste des titres. La liste des chansons inclut des remixes de trois titres de chacun des trois derniers albums studio de la chanteuse ainsi qu'un remix de 3 extrait de la compilation, The Singles Collection. Le titre Criminal (Varsity Team Remix) a finalement été remplacé dans la version internationale de l'opus au profit de la version Radio Mix qui sert à la promotion du quatrième single de l'album Femme Fatale.

## Réception
L'album reçoit des critiques plutôt mitigées, Shaun Kitchener de Entertainment Wise note que sur la plupart des remixes, « une grande partie de la magie est perdue » quand on les compare aux productions d'origines en citant notamment If U Seek Amy et Till the World Ends. Jocelyn Vena de MTV déclare qu'une fois « haché, vissé et ventilé, les chansons atteignent de nouveaux extrêmes » au sein de cet album de remixes.

## Classement
Sur la semaine du 19 octobre 2011, B in the Mix: The Remixes Vol. 2 débute à la quarante-sixième place du Billboard Hot 100 avec 9000 ventes ainsi qu'à la quatrième place du classement Dance/Electronic Albums aux États-Unis. Au Canada, l'album débute cinquante-troisième, il intègre le top 30 en Italie et se classe cinquante-septième en France (quinzième du Top Compilations). L'opus atteint la neuvième place du Dance Albums Chart au Royaume-Uni alors qu'il se positionne à la soixante-et-onzième place du classement principal de ventes d'albums. Enfin, B in the Mix: The Remixes Vol. 2 réalise son meilleur classement en Corée du Sud où il atteint la seconde place du Gaon Chart.

## Listes des chansons
| #   | Titre                                        | Compositeur(s) | Producteur(s)                                                      | Durée |
| --- | -------------------------------------------- | --- | ------------------------------------------------------------------ | ----- |
| 1.  | Criminal (Radio Mix) [A]                     | Shellback, Max Martin, Tiffany Amber                                                                                              | Max Martin, Shellback                                              | 3:45  |
| 2.  | Gimme More (Kaskade Club Mix)                | Nate Hills, James Washington, Keri Hilson, Marcella Araica                                                                        | Danja, Kaskade                                                     | 6:08  |
| 3.  | Piece of Me (Tiësto Club Mix)                | Christian Karlsson, Pontus Winnberg, Klas Åhlund                                                                                  | Bloodshy & Avant, Tiësto                                           | 7:53  |
| 4.  | Radar (Tonal Club Remix)                     | Christian Karlsson, Pontus Winnberg, Henrik Jonback, Balewa Muhammad, Candice Nelson, Ezekiel "Zeke" Lewis, Patrick "J.Que" Smith | Bloodshy & Avant, The Clutch, Alexander Lasarenko, Matt Pendergast | 4:55  |
| 5.  | Womanizer (Benny Benassi Extended)           | Nikesha Briscoe, Rafael Akinyemi                                                                                                  | K. Briscoe/The Outsyders, Benny Benassi                            | 6:16  |
| 6.  | Circus (Linus Loves Remix)                   | Lukasz Gottwald, Claude Kelly, Benjamin Levin                                                                                     | Dr. Luke, Benny Blanco, John Clark, Linus Loves                    | 4:39  |
| 7.  | If U Seek Amy (U-Tern Remix)                 | Max Martin, Shellback, Savan Kotecha, Alexander Kronlund                                                                          | Max Martin, U-Tern                                                 | 6:11  |
| 8.  | 3 (Manhattan Clique Club Remix)              | Max Martin, Shellback, Tiffany Amber                                                                                              | Max Martin, Shellback, Philip Larsen, Chris Smith                  | 5:40  |
| 9.  | Till the World Ends (Alex Suarez Club Remix) | Max Martin, Lukasz Gottwald, Alexander Kronlund, Kesha Sebert                                                                     | Dr. Luke, Max Martin, Billboard, Alex Suarez                       | 5:19  |
| 10. | I Wanna Go (Gareth Emery Remix)              | Shellback, Martin, Savan Kotecha                                                                                                  | Max Martin, Shellback, Gareth Emery                                | 5:25  |

- A^ Piste uniquement présente sur la version internationale de l'album.

### Édition japonaise (pistes bonus)
| #   | Titre                                           | Compositeur(s)                                                                    | Durée |
| --- | ----------------------------------------------- | --------------------------------------------------------------------------------- | ----- |
| 10. | Criminal (Varsity Team Remix)                   | Shellback, Martin, Tiffany Amber                                                  | 4:24  |
| 11. | Break The Ice (Tonal Remix)                     | Nate « Danja » Hills, James Washington, Keri Hilson, Marcella « Ms. Lago » Araica | 4:59  |
| 12. | Hold It Against Me (Funk Generation Club Remix) | Bonnie McKee, Lukasz Gottwald, Mathieu Jomphe, Max Martin                         | 6:36  |
| 13. | My Prerogative (X-Press 2 Radio Edit)           | Bobby Brown, Gene Griffin, Teddy Riley                                            | 4:17  |
| 14. | Criminal (Tom Piper & Riddler Radio Edit)       | Shellback, Martin, Tiffany Amber                                                  | 3:38  |

## Historique des sorties
| Région    | Date             | Label       |
| --------- | ---------------- | ----------- |
| Autriche  | 7 octobre 2011   | RCA Records |
| France    | 10 octobre 2011  | RCA Records |
| Monde     | 11 octobre 2011  | RCA Records |
| Australie | 14 octobre 2011  | RCA Records |
| Brésil    | 19 octobre 2011  | Sony Music  |
| Japon     | 30 novembre 2011 | RCA Records |

## Classements
| Classement (2011)                  | Meilleure position |
| ---------------------------------- | ------------------ |
| Belgique (Fr)                      | 69                 |
| Canada                             | 53                 |
| Corée du Sud                       | 2                  |
| États-Unis                         | 47                 |
| États-Unis Dance/Electronic Albums | 4                  |
| Espagne                            | 39                 |
| Finlande                           | 7                  |
| France                             | 57                 |
| France Top Compilations            | 15                 |
| Italie                             | 29                 |
| République tchèque                 | 47                 |
| Royaume-Uni                        | 171                |
| Royaume-Uni Dance Chart            | 9                  |